# Helophorus frosti
Helophorus frosti är en skalbaggsart som beskrevs av Ales Smetana 1985. Helophorus frosti ingår i släktet Helophorus och familjen halsrandbaggar. Inga underarter finns listade i Catalogue of Life.